# Аргоннский лес

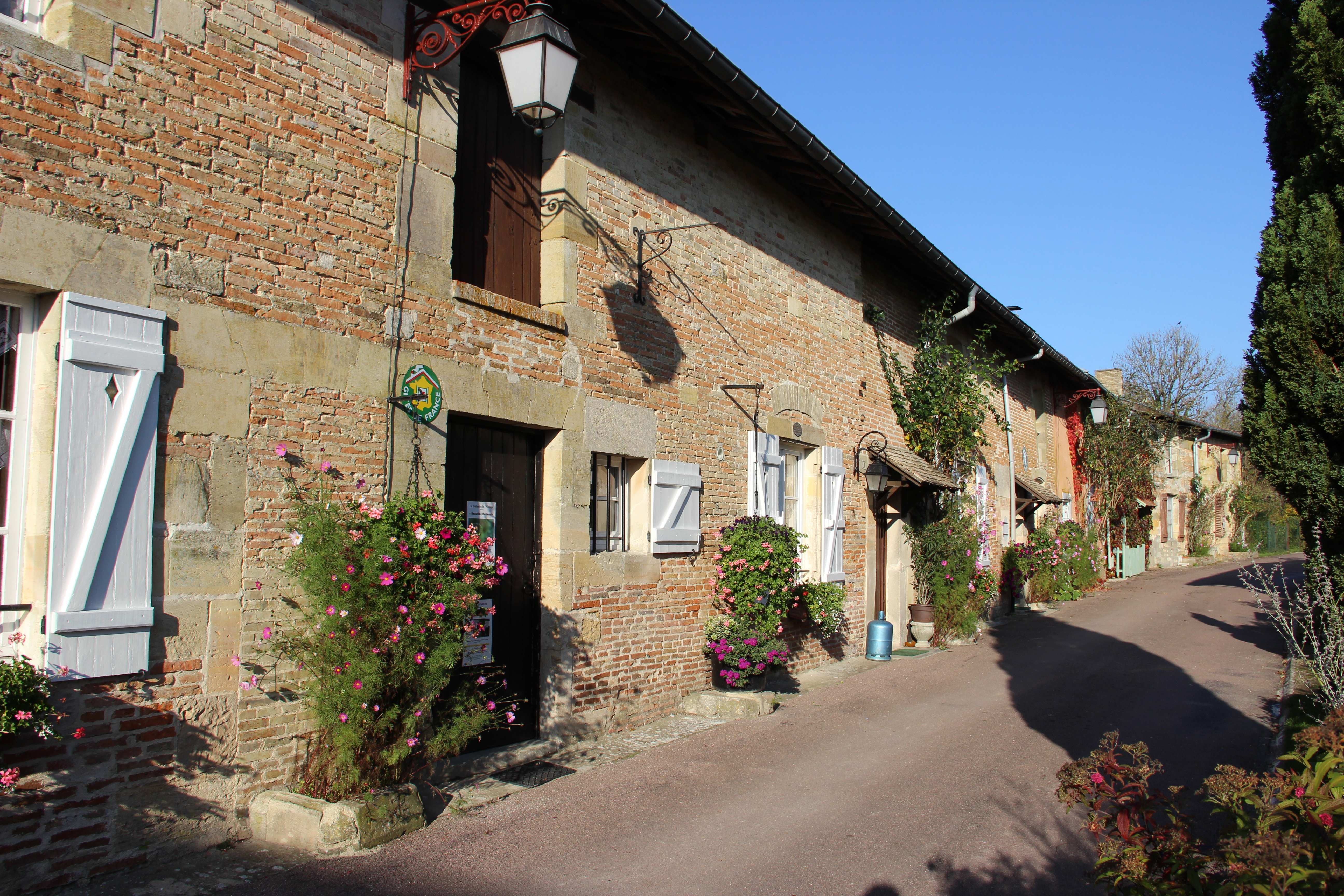
Типичная сельская улочка в Аргонах

Аргоннский лес (фр. Forêt d’Argonne) — высокие холмы на северо-востоке Франции недалеко от её границы с Бельгией, густо поросшие смешанным лесом. Геологически принадлежит к плато Аргоны, являясь его западной частью. Часто Аргонским лесом называют весь Аргонский регион.

## География
Аргонский лес вытянулся с северо-запада на юго-восток на 60 км по территориям департаментов Мёз и Марна, что находятся соответственно в исторических областях Франции: Шампань и Лотарингия. С двух сторон ограничен реками Эной и Эрой и имеет ширину от 2 до 15 км. В XIX веке занимал гораздо большую площадь и простирался на север до Седана, покрывая собою западный берег реки Бар. Теперь вдоль Бара растут отдельные леса, разъединённые широкими пространствами окультуренной земли. Рельеф под Аргонским лесом — в форме куэсты: с оврагами, крутыми обрывами и долинами между ними. Местность — труднопроходимая и оттого всегда считалась естественным препятствием на пути иноземных вторжений во Францию. В восточной части Аргонского региона, что между Эрой и Маасом, находится Апремонский лес. Прежде столь же обширный, как и Аргонский, ныне он представляет собою разрозненные лесные массивы разной величины, самым большим из которых является лес Шепи.
Исторический Аргонский лес, от истоков реки Эры и до Седана, пересекают пять ущелий (указаны с юга на север):
- ущелье Лез-Ислет (Les Islettes) от Клермона[фр.] в Сент-Менеу (в прежнем произношении: Сен-Менегу[2] или Сент-Менегульд) и от Вердена в Париж, 11 км длины и от 300 до 900 м ширины;
- ущелье Ля-Шалад (Lachalade) от Варена ко Вьен-ле-Шато[фр.], покрыто лесом;
- ущелье Гранд-пре (Grand-pré), в 1000 м шириной, идет вдоль Эры от Сен-Жювена до её впадения в Эну в 5 км от Монтуа;
- ущелье Круа-о-Буа (Croix-aux-Bois) от Бульт-о-Буа к Лонве (Лонгве) и далее до Вузье, что на Эне, прежде служило дорогой для дровосеков[3], покрыто лесом;
- ущелье Ле-Шен-Попюлё (le Chêne-Populeux) соединяет Седан и Реймс через Ле-Шен и Вузье.

Сейчас через все названные ущелья проложены дороги, а рядом с ущельем Лез-Ислет, с его южной стороны, проходит шоссе Эст (L’Est) — европейский маршрут E50. Многие ущелья застроены.
Лес, их окаймляющий, — лиственный: здесь встречаются разросшиеся буковые, берёзовые и ореховые рощи.

## История
Подле аргонского Монфокона в 888 году произошла одна из многочисленных битв (англ.) между франками и норманами: в лесу король западных франков Эд Парижский одержал 24 июня победу над небольшим отрядом викингов.
С Аргонским лесом связано знаменитое бегство в Варенн. В аргонском Варенне, революционном городе на Эре, 21 июня 1791 года был арестован французский король Людовик XVI, который бежал из Парижа в роялистский Монмеди. Он ехал, переодевшись слугой русской баронессы, роль которой играла маркиза де Турзель, и был опознан почтмейстером городка Сен-Менегу, что на Эне, по имени Жан-Батист Друе.
В 1792 году в Аргонском лесу произошли два сражения Войны первой коалиции. 14 сентября австрийский корпус Клерфэ разбил немногочисленный отряд французов в долине Круа-о-Буа, и генерал Дюмурье, чтобы избежать окружения, был вынужден очистить остальные проходы в лесу, ранее им занятые для устройства союзникам «новых Фермопил». Шестью днями позже, 20 сентября, произошло сражение при Вальми, во время которого Дюмурье и подоспевший из Меца Келлерман одолели войска коалиции под командованием герцога Брауншвейгского. После продолжительной артиллерийской дуэли, где огонь французов оказался более результативным, войска Келлермана пошли в наступление, но были остановлены батареей коалиции. Две следующих атаки коалиционных войск окончились неудачей: в первый раз они уклонились от штыкового боя, второй — были отброшены артиллерийским огнём. Поле боя осталось за французами. Свидетелем сражения при Вальми оказался Гёте, сопровождавший коалиционные войска. Свои впечатления он описал в очерке «Кампания во Франции». После вторичной неудачи коалиции он сказал своим товарищам, прусским офицерам: «…С этого места и с этого дня берет начало новая эра в мировой истории. И каждый из вас сможет сказать, что присутствовал при её рождении».
В 1918 году в Аргонском лесу произошло 17-дневное сражение между германскими войсками и войсками Антанты, получившее название Мёз-Аргонского наступления. Ещё 9 сентября 1914 года Аргоны были полностью заняты 5-й германской армией под командованием кронпринца Вильгельма, которая затем отошла при общем немецком отступлении после событий на Марне. Линия фронта установилась несколько севернее ущелья Ля-Шалад и прошла через лес Шепи, где оставалась без особых изменений до сентября 1918 года (несмотря на кровопролитные сражения, происходившие в 1916 году под соседним Верденом). Германские войска построили глубоко эшелонированную оборону, наладив снабжение своих подразделений посредством Аргонской военно-полевой железной дороги (Argonnenbahn). В ходе Стодневного наступления 1918 года началось наступление американских и французских войск под командованием генерала Першинга (26 сентября), в результате которого союзные армии продвинулись на 5—12 км и вытеснили германцев из Аргонского леса. Операция закончилась 13 октября — за 29 дней до подписания Компьенского перемирия. В 1914 или 1915 году появилась солдатская песня «Аргонский лес» (Argonnerwaldlied), написанная немецким сапёром Германом фон Гордоном (Hermann Albert von Gordon). В 1916 году вышел сборник «Стихи из Аргонов» (Verse aus den Argonnen) немецкого поэта Макса Бартеля, воевавшего там (некоторые стихотворения из сборника переведены на русский язык Осипом Мандельштамом).

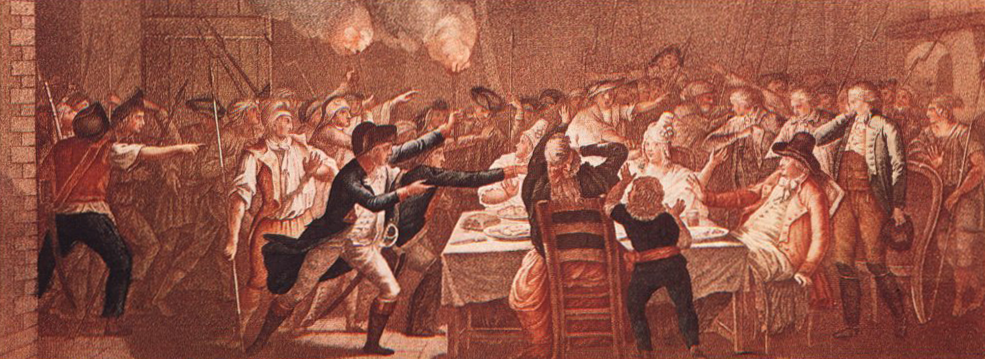
Арест Людовика XVI
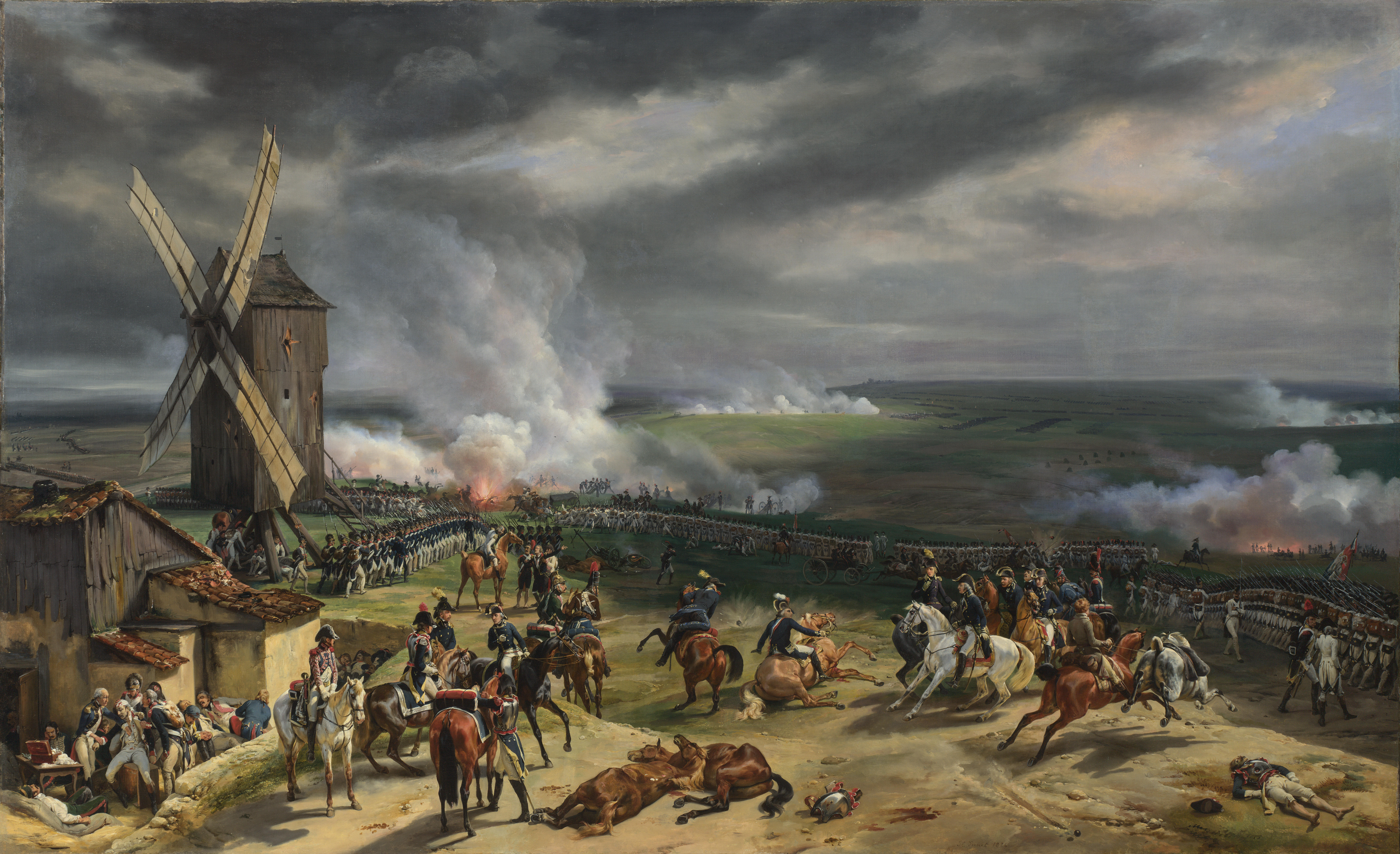
Битва при Вальми: позиция Келлермана
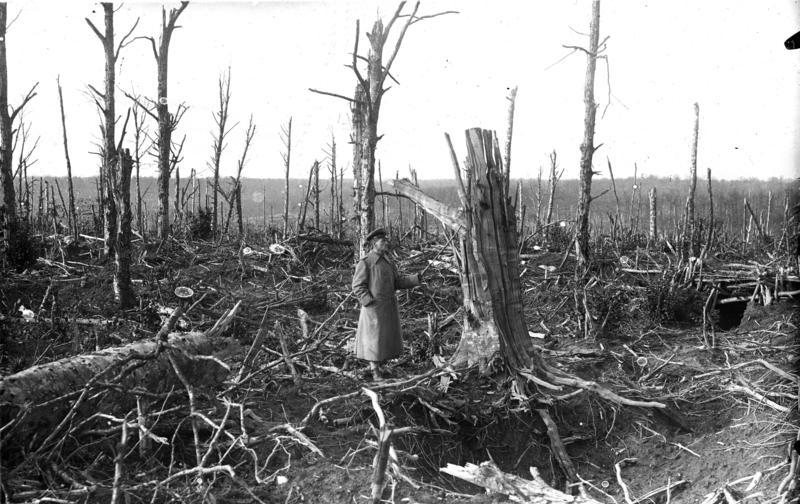
Лес после обработки артиллерией, 1915
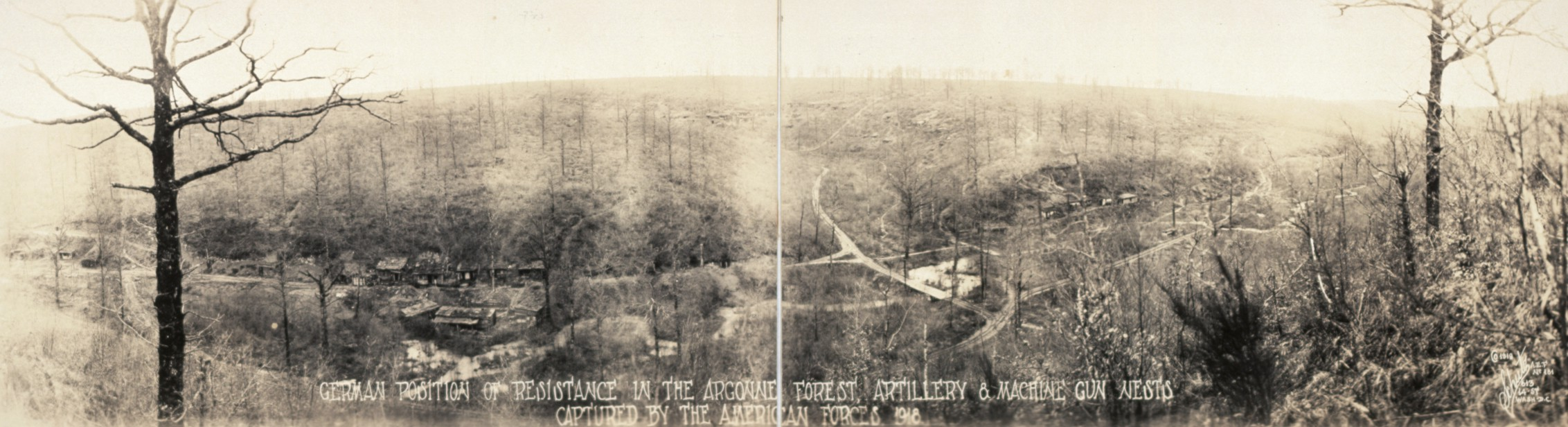
Германские позиции после их взятия американскими войсками, 1918

## Достопримечательности

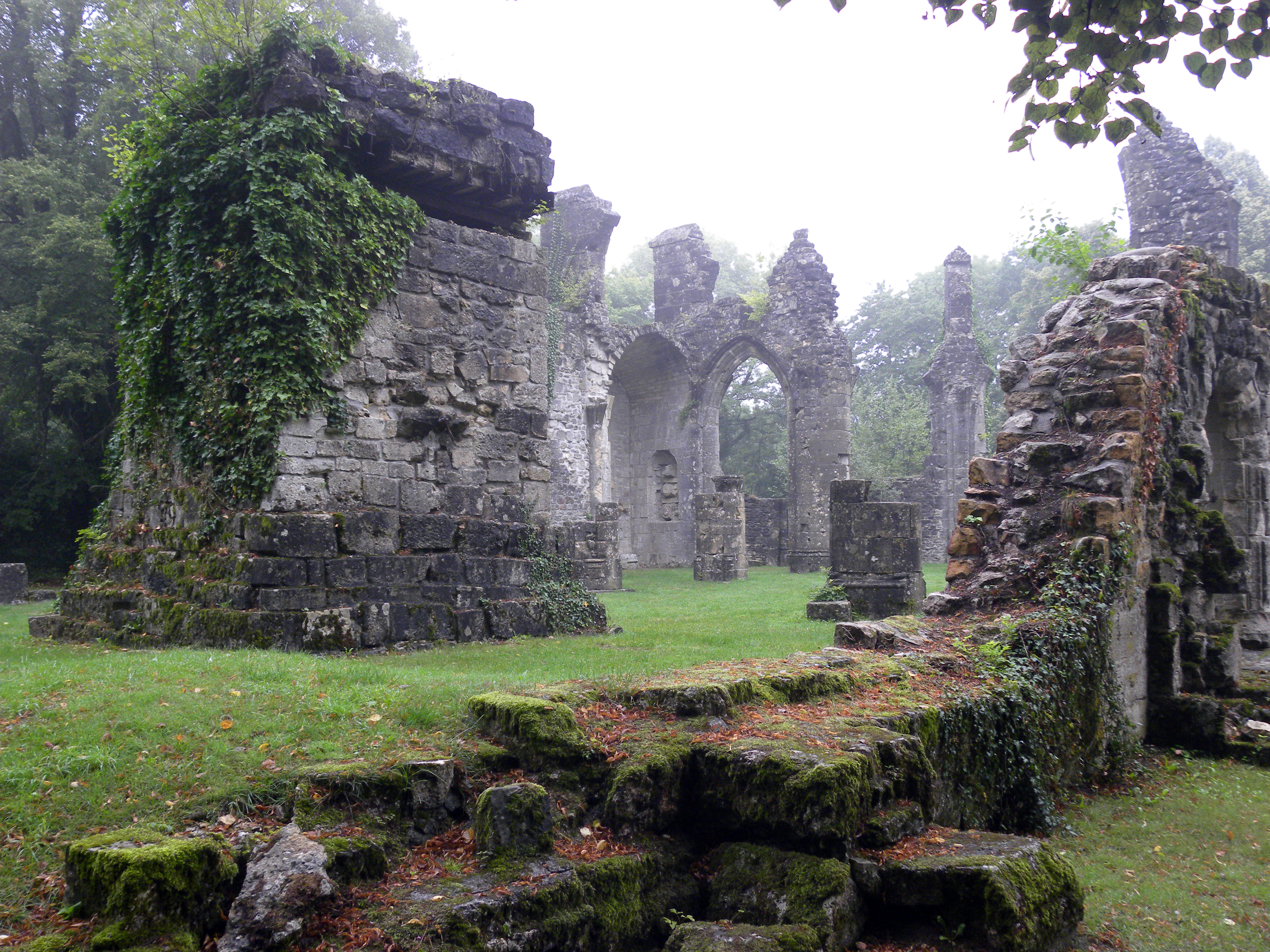
Развалины Монфоконской церкви. Слева — бывший германский наблюдательный пункт.

К северо-западу от Варена и возле леса Шепи располагается деревня Монфокон-д'Аргон, где в 1937 году открыт памятник американцам, сражавшимся в Аргонском лесу (англ.) в 1918 году. К гранитной колонне дорического ордера, увенчанной символической статуей Свободы, ведут 234 ступени. Под колонной находится помещение, на стенах которого выгравированы карта битвы и рассказ о том, как она происходила. За монументом лежат развалины прежней деревенской церкви с германским наблюдательным пунктом, сложенным из её камней. В 11 км к северу от этих мест находится кладбище американских солдат 1-й армии.